# Raymond Poincaré
Raymond Poincaré (n. 20 august 1860, Bar-le-Duc, Franța; d. 15 octombrie 1934, Paris) a fost un avocat și om politic francez, prim-ministru al Franței de mai multe ori și președinte între 1913–1920. Era văr primar cu matematicianul Henri Poincaré.

## Activitatea politică
Poincaré a fost ales deputat în 1887, iar șase ani mai târziu a devenit cel mai tânăr ministru francez. Între 1893 și 1894 a deținut portofoliul educației, în 1894 a fost numit ministru al Finanțelor, revenind la Ministerul Educației în 1895. În 1903 a părăsit Camera Deputaților pentru a se concentra asupra profesiei de avocat. A ocupat apoi funcția de senator iar în 1906 a acceptat din nou portofoliul finanțelor. 
În ianuarie 1912 Poincaré este numit Președinte al Consiliului de Miniștri în cadrul coaliției de guvernământ. Ocupă apoi funcția de ministru de externe și, datorită atitudinii Germaniei, se implică puternic în întărirea Triplei Înțelegeri, motiv pentru care este acuzat de grupările de stânga de acțiuni pro-belice.
Un an mai târziu, în 1913, Poincaré este ales președinte. .

## Poincaré în timpul Primului Război Mondial
În timpul Primului război mondial Poincaré a încercat să mențină unitatea națională însă nu a reușit să colaboreze constructiv cu Georges Clemenceau (devenit prim-ministru în 1917).
După încheierea mandatului prezidențial, Poincaré a revenit în funcția de senator. În ianuarie 1923 a revenit la putere ca prim-ministru și a ordonat Armatei franceze ocuparea regiunii Ruhr pentru a constrânge Germania să execute prevederile Tratatului de la Versailles.
În urma alegerilor din 1924 Poincaré a fost înlocuit de reprezentantul stângii, Edouard Herriot. În iulie 1926 a revenit la funcția de prim-ministru, deținând simultan și portofoliul finanțelor. În cadrul acestor funcții, a adus Franței o perioadă de prosperitate economică. În iulie 1929, Raymond Poincaré s-a retras din activitatea politică din motive de sănătate.